# Gouvernement Ben Gourion IV
 (juillet 2025).
Si vous disposez d'ouvrages ou d'articles de référence ou si vous connaissez des sites web de qualité traitant du thème abordé ici, merci de compléter l'article en donnant les références utiles à sa vérifiabilité et en les liant à la section « Notes et références ».
État d'Israël
Ben Gourion III Sharett I
Le quatrième gouvernement Gourion est le quatrième gouvernement d'Israël et a été formé par David Ben Gourion le 24 décembre 1952, lors de la deuxième Knesset. Il est composé de 15 ministres et de 3 ministres délégués.

## Historique et coalition

### Formation
Le parti de Ben Gourion, Mapai forme une coalition avec Mizrachi, les Sionistes généraux, le Parti progressiste, le Mizrachi, Hapoel Hamizrahi, Poale Agoudat Israel, Agoudat Israel et les trois partis arabes israéliens ; la Liste démocratique pour les Arabes israéliens, Progrès et Travail et Agriculture et Développement. Le gouvernement est composé de 15 ministres, 3 ministres délégués et 1 vice-ministre.
Comparé au précédent gouvernement, les partis ultra-orthodoxes Agoudat Israel et Poale Agoudat Israel sont exclus de la coalition et les a remplacés par les Sionistes généraux et le Parti progressiste, deux partis sionistes libéraux.
Grâce à ce soutien supplémentaire des deux nouveaux partis, Ben Gourion renforce sa majorité parlementaire à la Knesset avec 88 sur 120 sièges.

### Évolution
Pendant le mandat du gouvernement, une loi nationale sur l'éducation a été promulguée, qui visait à abolir le système d'enseignement par filières qui était pratiqué jusque-là. 
Avant l'adoption de la loi, il y avait une lutte sur son contenu au sein du gouvernement, puisqu'au sein de la Histadrout générale, il y avait une volonté de préserver les caractéristiques du flux de travailleurs qui y étaient associés, même après le passage à l'enseignement public, et donc il a été décidé au Mapai d'autoriser l'agitation du drapeau rouge et le chant de l'Internationale parallèlement au chant de l'Espoir dans les écoles là où la plupart des parents le souhaiteraient. 
Cette décision a conduit à une crise gouvernementale appelée « crise du drapeau » et au retrait des Sionistes généraux du gouvernement le 26 mai 1953. Le 2 juin, les ministres généraux sionistes reviennent au gouvernement, après qu'un accord de compromis ait été signé avec eux. Grâce à cet accord, la loi nationale sur l’éducation est finalement promulguée en août 1953.

### Démission
Le gouvernement tombe officiellement le 6 décembre 1953, lorsque Ben Gourion démissionne et décide de s'installer dans le kibboutz de Sde Boker dans le désert du Néguev.

## Composition
- Les nouveaux ministres sont indiqués en gras, ceux ayant changé d'attributions en italique.

| Image | Portefeuille                                             | Titulaire | Titulaire                                     | Parti                |
| ----- | -------------------------------------------------------- | --------- | --------------------------------------------- | -------------------- |
|       | Premier ministre Ministre de la Défense                  |           | David Ben Gourion                             | Mapaï                |
|       | Ministre de l'Agriculture                                |           | Peretz Naftali (en)                           | Mapaï                |
|       | Ministre du Développement                                |           | Dov Yossef (à partir du 15 juin 1953)         | Mapaï                |
|       | Ministre de l'Éducation et de la Culture                 |           | Ben-Zion Dinur                                | Mapaï                |
|       | Ministre des Affaires étrangères                         |           | Moshé Sharett                                 | Mapaï                |
|       | Ministre des Finances                                    |           | Levi Eshkol                                   | Mapaï                |
|       | Ministre de la Santé                                     |           | Yosef Sapir (en) (jusqu'au 29 décembre 1953)  | Sionistes généraux   |
|       | Ministre de la Santé                                     |           | Yosef Serlin (en) (après le 29 décembre 1953) | Sionistes généraux   |
|       | Ministre de l'Intérieur Ministre des Religions           |           | Israel Rokach                                 | Sionistes généraux   |
|       | Ministre de la Justice                                   |           | Pinhas Rosen                                  | Parti progressiste   |
|       | Ministre du Travail                                      |           | Golda Meir                                    | Mapaï                |
|       | Ministre de la Police                                    |           | Bechor-Shalom Sheetrit                        | Mapaï                |
|       | Ministre des Postes                                      |           | Yosef Burg                                    | Hapoel Hamizrahi     |
|       | Ministre des Religions Ministre de la Protection sociale |           | Haim-Moshe Shapira                            | Hapoel Hamizrahi     |
|       | Ministre du Commerce et de l'Industrie                   |           | Peretz Bernstein                              | Sionistes généraux   |
|       | Ministre des Transports                                  |           | Yosef Serlin (en) (jusqu'au 29 décembre 1953) | Sionistes généraux   |
|       | Ministre des Transports                                  |           | Yosef Sapir (en) (après le 29 décembre 1953)  | Sionistes généraux   |
|       | Ministre sans portefeuille                               |           | Dov Yossef (jusqu'au 15 juin 1953)            | Mapaï                |
|       | Ministre sans portefeuille                               |           | Pinhas Lavon                                  | Mapaï                |
|       | Ministre délégué à l'Éducation et à la Culture           |           | Kalman Kahana                                 | Poale Agoudat Israel |
|       | Ministre délégué aux Cultes                              |           | Zerach Warhaftig                              | Hapoel Hamizrahi     |
|       | Ministre délégué du Commerce et de l'Industrie           |           | Zalman Susayeff (en)                          | Sionistes généraux   |
|       | Vice-ministre de la Protection sociale                   |           | Shlomo-Yisrael Ben-Meir (en)                  | Mizrachi             |